# Okręg Cherbourg
Okręg Cherbourg (fr. Arrondissement de Cherbourg) – okręg w północnej Francji. Populacja wynosi 192 tysiące.

## Podział administracyjny
W skład okręgu wchodzą następujące kantony:
- Barneville-Carteret,
- Beaumont-Hague,
- Bricquebec,
- Cherbourg-Octeville-Nord-Ouest,
- Cherbourg-Octeville-Sud-Est,
- Cherbourg-Octeville-Sud-Ouest,
- Équeurdreville-Hainneville,
- Pieux,
- Montebourg,
- Quettehou,
- Saint-Pierre-Église,
- Saint-Sauveur-le-Vicomte,
- Sainte-Mère-Église,
- Tourlaville,
- Valognes.